# Мейергейм, Фридрих Эдуард
Вильгельм Александр Мейергейм (нем. Friedrich Eduard Meyerheim; 7 января 1808[…], Данциг, Западная Пруссия — 18 января 1879[…], Берлин) — немецкий художник-жанрист.

## Биография
Родился в 1808 году в Данциге. Выходец из художественной династии: сын художника Карла Фридриха Мейергейма, отец живописцев Франца Эдуарда (1838—1880) и Пауля Фридриха (1842—1915), брат Вильгельма Александра (1815—1882), дядя Пауля Вильгельма Мейергеймов (1848—1900).
С 1830 года проживал в Берлине где учился в Прусской академии художеств под руководством Иоганна Готфрида Шадова и Эдуарда Вильгельма Даге. В дальнейшем работал в качестве художника-жанриста, изображая, в основном, сцены из провинциальной и сельской жизни. В поисках натуры для произведений путешествовал по Германии.
В 1838 году стал членом Прусской академии художеств. Преподавал там же, и в 1850 году получил звание профессора. 
Скончался Мейергейм в 1877 году в Берлине.

## Биография согласноЭСБЕ
Эдуард-Фридрих Мейергейм (1808—79), жанрист, ученик своего отца, Карла-Фридриха Мейергейма, и Берлинской академии художеств. Был профессором и членом Берлинской академии, а также членом академий Мюнхенской и Дрезденской. Сначала занимался рисованием и литографированием архитектурных видов и издал, вместе со Штраком и Куглером, сборник: «Architectonische Denkmähler der Altmark Brandenburg» («Архитектурные памятники Бранденбурга» — Прим.; 1833), но потом посвятил себя живописи простонародных сцен, черпая сюжеты преимущественно из быта поселян Гарца и берегов Рейна. В его картинах выставлялись на вид светлые стороны этого быта и действующими лицами нередко являлись дети, которых он изображал с любовью и большим знанием. В ряду его произведений — наиболее известные: «Стрельба в цель, сцена из жизни вестфальских крестьян», «Игра в кегли», «Король стрелков» (находится в Берлинской национальной галере), «Молодая молочница», «Материнская радость» и некоторые другие. В музее Императорской академии художеств в Санкт-Петербурге, среди картин Кушелевской галереи, имеется очень милая работа Мейергейма, «Выговор». — Мейергейм // Энциклопедический словарь Брокгауза и Ефрона : в 86 т. (82 т. и 4 доп.). — СПб., 1890—1907.

## Галерея
- Игра в кегли
- Брауншвейгские крестьяне перед церковью
- Возвращение с поля